# Marcovau
Marcovau es una localidad perteneciente al municipio de Foradada, en la provincia de Lérida, comunidad autónoma de Cataluña, España. En 2019 contaba con 6 habitantes.